# Donwerbaach
Donwenerbaach är ett vattendrag i Luxemburg.   Det ligger i distriktet Grevenmacher, i den sydöstra delen av landet, 21 kilometer öster om huvudstaden Luxemburg.
Trakten runt Donwenerbaach består till största delen av jordbruksmark. Runt Donwenerbaach är det ganska tätbefolkat, med 134 invånare per kvadratkilometer.